# Rota (famiglia)
Casa Rota è una antica casata nobiliare europea, con una storia che risale al VII secolo. Discendenti diretti di Re Rotari (Rothari), sovrano dei Longobardi, e di Ottone I di Sassonia, fondatore del Sacro Romano Impero, i membri della famiglia hanno rivestito un ruolo centrale nella politica, nella cultura e nella religione dell’Italia e dell’Europa medievale e rinascimentale. tramandando titoli, proprietà e mecenatismo artistico attraverso i secoli.

## Origini di Casa Rota

### Discendenza reale Longobarda (Re Rotari e Dinastia Reale dei Letingi)
Le radici della Casa Rota affondano nel regno longobardo, un'epoca in cui i Longobardi consolidarono il loro potere nella penisola italiana (568-774 d.C.). La famiglia Rota discende dalla dinastia di Re Rotari, re dei Longobardi dal 636 al 652. Rotari fu una figura fondamentale per la storia del diritto italiano, avendo promulgato nel 643 il celebre Editto di Rotari, una codificazione delle leggi germaniche adattate alla cultura romana. 
La discendenza da Rotari non fu solo un onore simbolico, ma una fonte di prestigio che legittimò il ruolo della famiglia come parte dell’aristocrazia longobarda. Durante il regno di Rotari, i futuri Rota ricevettero terre e incarichi amministrativi nella Valle dell’Adda, che divenne uno dei loro centri di potere originari.

### Origine del cognome Rota
Cognome tipicamente lombardo, è presente prevalentemente nel bergamasco, con ceppi anche a Alessandria, Genova, Napoli, Caserta e Cosenza.
Originario della Valle Imagna, in provincia di Bergamo, dove è presente il comune Rota D'Imagna per l'appunto, si è espanso per la provincia e per la penisola per via del fenomeno migratorio accaduto intorno all'anno XV°.
L'origine e il significato potrebbe derivare da due strade distinte o anche dall'unione delle due. Potrebbe derivare da un toponimo o dal termine latino rota, "ruota" e quindi di origine romana oppure collegato al regno longobardo e quindi al re Rothar (Rot Har = Rosso di pelo) famoso per il suo editto appunto, editto di Rotari iniziato nel 643 d.c.
lo stesso simbolo della ruota della famiglia riconduce appunto all'unione delle due possibili origini citate sopra, l'unione tra la ruota e l'iconografi sacra longobarda ormai cristianizzati.
Una prova a favore è la presenza del Crysmon o "rota sanguinis fidelium" nel duomo di Monza, costruito dalla regina Teodolinda, la cui figlia sposò proprio Rotari.[2]

## Il legame con l'imperatore Ottone I di Sassonia
Nel X secolo, con la fondazione del Sacro Romano Impero da parte di Ottone I di Sassonia (912-973), la Casa Rota consolidò ulteriormente il suo status nobiliare. Durante le campagne militari di Ottone per unificare l’Italia sotto il dominio imperiale, i Rota offrirono il loro sostegno militare e strategico, distinguendosi come fedeli vassalli dell’Impero. 
Ottone I, riconoscendo il valore della famiglia, conferì loro titoli e feudi in Lombardia, Veneto e Friuli, regioni strategiche per il controllo dei confini orientali e delle rotte commerciali. Tra i titoli conferiti spiccano Conti del Friuli e Marchesi del Veneto, che garantivano alla famiglia un ruolo di primaria importanza nella gestione delle difese imperiali. 
I Rota ricevettero anche l’incarico di Vicari Imperiali, diventando rappresentanti diretti dell’Imperatore nelle regioni del nord Italia. Questo li rese protagonisti della politica feudale, con autorità giuridica e amministrativa sulle terre loro affidate.